# Літтл-Стерджен (Вісконсин)
Літтл-Стерджен (англ. Little Sturgeon) — переписна місцевість (CDP) в США, в окрузі Дор штату Вісконсин. Населення — 177 осіб (2020).

## Географія
Літтл-Стерджен розташований за координатами 44°50′31″ пн. ш. 87°34′28″ зх. д. / 44.84194° пн. ш. 87.57444° зх. д. (44.842029, -87.574490).  За даними Бюро перепису населення США в 2010 році переписна місцевість мала площу 6,05 км², уся площа — суходіл.

## Демографія
Згідно з переписом 2010 року, у переписній місцевості мешкало 136 осіб у 77 домогосподарствах у складі 42 родин. Густота населення становила 22 особи/км².  Було 353 помешкання (58/км²).
Расовий склад населення:
| - 94,1 % — білих - 2,9 % — чорних або афроамериканців - 1,5 % — корінних американців |

До двох чи більше рас належало 1,5 %. Частка іспаномовних становила 0,7 % від усіх жителів.
За віковим діапазоном населення розподілялося таким чином: 5,9 % — особи молодші 18 років, 71,3 % — особи у віці 18—64 років, 22,8 % — особи у віці 65 років та старші. Медіана віку мешканця становила 57,2 року. На 100 осіб жіночої статі у переписній місцевості припадало 109,2 чоловіків;  на 100 жінок у віці від 18 років та старших — 116,9 чоловіків також старших 18 років.
Середній дохід на одне домашнє господарство  становив 46 450 доларів США (медіана — 29 167), а середній дохід на одну сім'ю — 66 341 долар (медіана — 61 250). 
Цивільне працевлаштоване населення становило 71 особа. Основні галузі зайнятості: виробництво — 26,8 %, мистецтво, розваги та відпочинок — 18,3 %, будівництво — 18,3 %.